# سكوينة
السَكوينة (باللغة البندقية والإيطالية: zecchino) عملة ذهبية تزن 3.5 غرام (0.12 أونصة)، صكّتها جمهورية البندقية من القرن الثالث عشر فصاعدًا.
ظلّ تصميمها البندقي دون تغيير لأكثر من 500 عام، من تقديمها في عام 1284 إلى استيلاء نابليون على البندقية في عام 1797. لم يتم إنتاج أي تصميم آخر للعملة على الإطلاق خلال هذه الفترة التاريخية الطويلة.

## التاريخ

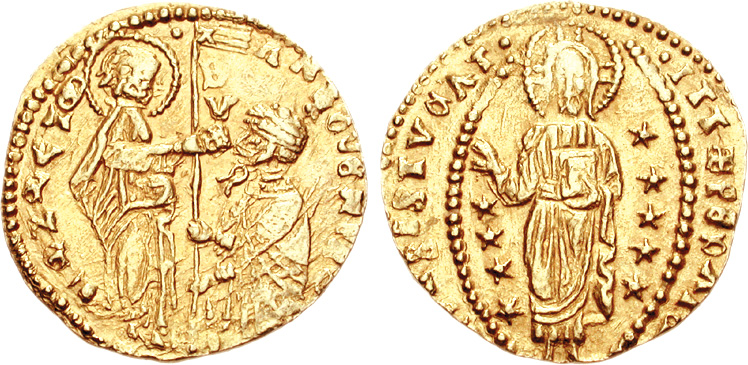
عملة الترتر باسم الدوق أنطونيو فينيير (1382 - 1400).

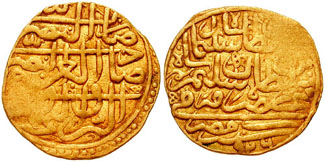
عملة الترتر تركية باسم سليمان القانوني (حوالي سنة 1520).

قامت جمهورية جنوة بتدشين هذا النوع من العملات التي تزن 3.50 جرامًا من الذهب في عام 1252، ثم بيزا، وتبعها في عام 1253 فلورين دور فلورنسا مع شعار زهرة الزنبق. يبلغ قطر هذه العملات حوالي 20 ملم.
سكّت جمهورية البندقية أول عملة من الترتر بعد مرسوم الحجر الصحي الصادر في 31 أكتوبر 1284،
```
أطلق عليها في البداية اسم «
دوكات
»، وقد تم تصوير 
دوق البندقية
 بشكل بارز على العملة، وكان يطلق عليه اسم (
zecchino
)، على اسم دار السكة في البندقية (Zecca di Venezia)، منذ عام 1543، عندما بدأت البندقية في سك عملة فضية تسمى أيضًا دوكات. الاسم مُشتق من اللغة العربية (سكّة).
```

في بعض المناطق، خلال القرون اللاحقة، تم خياطة هذا النوع من العملات في ملابس نسائية مثل أغطية الرأس، أدى هذا في النهاية إلى أصل كلمة «الترتر» الأكثر حداثة للإشارة إلى زخارف دائرية لامعة صغيرة. وفقًا لنموذج البندقية، تم استخدام عملات معدنية مماثلة لعدة قرون في جميع أنحاء البحر الأبيض المتوسط. بعد مائتي عام من إنتاج (zecchino)، قلدت الإمبراطورية البيزنطية العملة بإحداث البازيليكون (Basilikon). في عام 1478، قدمت الإمبراطورية العثمانية وحدة مماثلة. في عام 1535، قام فرسان الإسبتارية في مالطا بذلك أيضا. كانت العملات العثمانية والمالطية من الذهب أيضًا.
غالبًا ما يحاول جامعو العملات المعدنية تجميع مجموعة كاملة من عملة الترتر، من «كل الدوقات».

## روابط خارجية
- "Sequin". الموسوعة الأمريكية. 1920. {{استشهاد بموسوعة}}: يحتوي الاستشهاد على وسيط غير معروف وفارغs: |HIDE_PARAMETER15=، |HIDE_PARAMETER4=، |HIDE_PARAMETER2=، |HIDE_PARAMETER21=، |HIDE_PARAMETER8=، |HIDE_PARAMETER17=، |HIDE_PARAMETER20=، |HIDE_PARAMETER5=، |HIDE_PARAMETER7=، |HIDE_PARAMETER16=، |HIDE_PARAMETER3=، |HIDE_PARAMETER22=، |HIDE_PARAMETER14=، |HIDE_PARAMETER13=، |HIDE_PARAMETER11=، |HIDE_PARAMETER10=، |HIDE_PARAMETER6=، |HIDE_PARAMETER9=، |HIDE_PARAMETER1=، |HIDE_PARAMETER23=، |HIDE_PARAMETER18=، |HIDE_PARAMETER19=، و|HIDE_PARAMETER12= (مساعدة)
- Chisholm, Hugh, ed. (1911). "Sequin" . Encyclopædia Britannica (بالإنجليزية) (11th ed.).
- The Dictionary of Coin Denominations
- Zecchini (Sequin) by the Knights Hospitallers